# Heinrich Cramer (Mediziner, 1831)

Heinrich Cramer

Heinrich Aloisius Cramer (* 17. Dezember 1831 in Montabaur; † 16. August 1893 in Marburg) war ein deutscher Psychiater.

## Leben
Cramer war der Sohn eines Kaufmanns und besuchte die Schule zu Hadamar und das Gymnasium Philippinum Weilburg, wo er im April 1851 die Reifeprüfung ablegte. Anschließend studierte er zwischen 1851 und 1856 Medizin  in München, Würzburg und Prag. Nach der Approbation 1856 arbeitete er als Volontärarzt in der Irrenanstalt Eichberg und ab 1859 als Assistenzarzt in der schweizerischen Irrenheil- und Pflegeanstalt St. Pirminsberg in St. Gallen. Hier geriet mit seinem Vorgesetzten in der Frage der Zwangsmaßnahmen in der Irrenbehandlung aneinander, die Cramer als Anhänger des „No restraint“ ablehnte.
1861 wurde Cramer zum Direktor der Irrenanstalt Rosegg in Solothurn ernannt, die er so grundlegend reformierte, dass er in der Schweiz zu einem der führenden Experten in Fragen der Irrenreform avancierte. 1873 übernahm er die Direktion der Kölner Irrenanstalt Lindenburg, die er zu einer Heil- und Pflegeanstalt umbaute. 1874 wurde er Direktor der neuen Irrenheilanstalt Marburg, die als erste öffentliche Anstalt nach dem Pavillonstil galt, und Professor an der Philipps-Universität Marburg.
Cramer war ein Vertreter der Anstaltspsychiatrie, der vergleichsweise wenig publizierte. Er verfasste eine Reihe Arbeiten zu organisatorischen Fragen des Irrenwesens und zu klinischen Problemen, die zumeist in der Allgemeinen Zeitschrift für Psychiatrie erschienen.
Sein Sohn ist der Psychiater August Cramer (Johann Baptist August Cramer; 1860–1912).

## Veröffentlichungen
- Ueber die Bedeutung der Irrenanstalten für die Behandlung der Seelenstörungen. Vortrag, gehalten in der allgemeinen Sitzung des Vereines schweiz. Naturforscher und Ärzte am 24. August 1868. Schweizerische Naturforschende Gesellschaft 1868.
- Die Kolonie von Gheel und ihre Bedeutung für die praktische Psychiatrie. [S.n.], [S.l.] 1868.